# Prochot
Prochot (allemand : Prochetzhau, hongrois : Kelő) est un village de Slovaquie situé dans la région de Banská Bystrica.

## Histoire
La première mention écrite du village date de 1414.

## Démographie

### Évolution de la population
| Année:               | 1994. | 2004.    | 2014.   | 2024.   |
| -------------------- | ----- | -------- | ------- | ------- |
| Nombre de personnes: | 693   | 618      | 567     | 553     |
| Différence:          |       | -10,82 % | -8,25 % | -2,46 % |

| Année:               | 2023. | 2024.   |
| -------------------- | ----- | ------- |
| Nombre de personnes: | 552   | 553     |
| Différence:          |       | +0,18 % |